# Dậy mà đi
"Dậy mà đi" là 1 bài hát được nhạc sĩ Nguyễn Xuân Tân phổ nhạc từ bài thơ cùng tên (sáng tác năm 1941 trong tập thơ Từ ấy) của nhà thơ Tố Hữu nhằm hưởng ứng Phong trào Hát cho đồng bào tôi nghe do Mặt trận Dân tộc Giải phóng miền Nam Việt Nam lãnh đạo, là "ca khúc chạm vào trái tim của 1 thế hệ..."